# Resena
Resena (latinski: Raesena) bio je antički grad, koji je danas poznat kao Ra's al-'Ayn u sjevernoj Siriji. Od 2. do 4. stoljeća se nalazio na granici Rimskog i Partskog, kasnije Sasanidskog Perzijskog Carstva, te su se oko njega često vodile borbe. Najpoznatija od svih bila je Bitka kod Resene 244. koja je završila rimskom pobjedom.